# Миннибаево (станция, Татарстан)
Миннибаево (тат. Миңлебай) — поселок железнодорожной станции в Альметьевском районе Татарстана, входит в состав Миннибаевского сельского поселения.

## География
Поселок находится на железнодорожной линии Агрыз - Акбаш, в 14 км к югу от г. Альметьевск.

## История
В 1950-е гг. получил статус населённого пункта. Со времени основания в Альметьевском районе. Ныне входит в состав Миннибаевского сельского поселения. В 1945 г. открыта семилетняя школа, в 1967 г. преобразована в начальную (построено новое здание), в 1983 г. закрыта, в 1995 г. открыта вновь как начальная, в 1999 г. преобразована в неполную среднюю (построено новое здание), в 2002 г. — в среднюю, в 2016 г. — в неполную среднюю. В 1955–1995 гг. работал железнодорожный вокзал.

## Население
| 1958 | 1970 | 1979 | 1989 | 2002 | 2010 | 2015       |
| ---- | ---- | ---- | ---- | ---- | ---- | ---------- |
| 628  | 574  | 511  | 341  | 657  | 769  | 760 татары |

## Социальная инфраструктура
В посёлке действуют детский сад (с 2001 г.), клуб (с 1997 г. в здании бывшего железнодорожного вокзала), мечеть, фельдшерско-акушерский пункт, библиотека. При клубе работает ансамбль гармонистов «Яшь кунеллэр» (с 2000 г., с 2010 г. — народный, основатель — А.Н.Мутыгуллин).в 2021году построили здание нового клуба.